# Walter Kotaba
Walter Kotaba (* 1944) ist ein polnischer Unternehmer und Millionär, der Polonia zugehörig. Er ist der Gründer des größten polnischsprachigen Senders außerhalb der polnischen Grenze – Polvision. Zudem ist er Mitbegründer mehrerer Polonia-Radiostationen in den USA und Vorsitzender der dazugehörigen Polnet Communications Ltd. Des Weiteren ist er Präsident der Reiseagentur Polamer, Inc und ebenfalls Besitzer der Firma US Money Express.
Walter Kotaba ist einer der 25 reichsten Auslandspolen.